# بلديات ولاية برج باجي مختار
قائمة بلديات ولاية برج باجي مختار وحسب التقسيم الإداري لسنة 2019 فإن ولاية برج باجي مختار تضم بلديتين (2) وهي:

## قائمة البلديات
| # | اسم البلدية    |
| - | -------------- |
| 1 | برج باجي مختار |
| 2 | تيمياوين       |

## وصلات خارجية
- الموقع الرسمي لوزارة الداخلية الجزائرية